# Azad Kašmir
Azad Džamu in Kašmir (urdujsko آزاد جموں و کشمیر‎ Āzād Džammū̃ o Kaśmīr, prevedeno: Svobodni Džamu in Kašmir), s kratico kot  AJK in na splošno poznano kot  Azad Kašmir, je samoupravno območje pod pakistansko administracijo. Območje leži zahodno od indijske zvezne države Džamu in Kašmir, ki je bil pred letom 1947 del kneževine Džamu in Kašmir. To območje je del večje regije Kašmir, ki je od leta 1947 predmet spora med Indijo, Pakistanom in Kitajsko.